# André Valmy
Pour les articles homonymes, voir Valmy.
André Antoine Marius Dugenet, dit André Valmy est un acteur français, né le 8 octobre 1919 à Paris 14e et mort le 18 novembre 2015 à Nice. 

## Biographie
Il est né dans le quartier de Montparnasse, à Paris. Adolescent passionné d'ébénisterie et de peinture, André étudie aux Arts Déco. C’est un copain de collège qui le traîne un jour au Cours Mihalesco, rue de Douai. André ne veut absolument pas devenir comédien, mais Mihalesco insiste et lui propose même de venir gratuitement. Il intègre ce cours et y reste deux ou trois ans, aux côtés notamment de René Arrieu. En 1944, il va voir René Simon et lui demande de l’aider à passer le concours d’entrée du Conservatoire qui a lieu quelques semaines plus tard. 
André fréquente le groupe Octobre : Yves Montand, Simone Signoret, et Gérard Philipe, avec qui il tourne dans la baie de Somme dans Une si jolie petite plage (1949). André Valmy joue beaucoup au théâtre, pour les plus grands metteurs en scène (Raymond Rouleau, Jean-Louis Barrault, Jean Vilar). Il se considère plutôt comme un acteur instinctif. André enchaîne les rôles de flics et de gangsters pour la télévision et le cinéma (Mauricet dans Le Gorille vous salue bien avec Lino Ventura, Lucas dans Maigret tend un piège avec Jean Gabin).
C’est par son ami comédien Jean Brochard qu’André Valmy se lance dans le doublage au début des années 50. On lui confie des premiers rôles ou des grands seconds rôles, pour des personnages souvent durs et autoritaires, mais non dénués de fantaisie. Il prête sa voix grave et rocailleuse  à Walter Matthau, George C. Scott, Rod Steiger, Karl Malden, Robert Shaw, Alberto Sordi, et ponctuellement à Laurence Olivier (Marathon Man), Robert Mitchum, Burt Lancaster, Dean Martin, Lee Van Cleef, etc. Même s’il prête sa voix à plusieurs personnages de dessins animés, ce type de doublage l’intéresse moins, et il préfère rendre hommage au maître en la matière, à savoir Roger Carel.
Il est le porte-parole du jury français lors du Grand Prix Eurovision de la chanson européenne 1962.
À la fin des années 1990, André Valmy arrête progressivement le doublage, de moins en moins sollicité et souffrant de problèmes de vue de plus en plus importants. Il se retire à Nice auprès de sa fille Jane.

## Théâtre
- 1943 : Le Viol de Lucrèce d'André Obey, mise en scène Paulette Pax, théâtre de l'Œuvre En Février 1944, il joue faute de Théatre à la Télévision une pièce, relatant la rencontre entre le pape Pie VII (Howard Vernon) et Napoléon.
- 1950 : La neige était sale de Frédéric Dard d'après Georges Simenon, mise en scène Raymond Rouleau, théâtre de l'Œuvre
- 1950 : Notre peau de José-André Lacour, mise en scène Michel Vitold, théâtre de l'Œuvre
- 1951 : Danse sans musique de Henri Charles Richard et Albert Gray d'après Peter Cheyney, mise en scène René Clermont, théâtre des Noctambules
- 1953 : Le Diable à quatre de Louis Ducreux, mise en scène Michel de Ré, théâtre Montparnasse
- 1954 : Bel-Ami de Frédéric Dard d'après Guy de Maupassant, mise en scène Jean Darcante, théâtre des Célestins
- 1957 : Marie Tudor de Victor Hugo, mise en scène Jean Vilar, théâtre des Célestins
- 1957 : Un remède de cheval de Leslie Sands, mise en scène Jean Dejoux, théâtre Charles de Rochefort
- 1958 : L'Année du bac de José-André Lacour, mise en scène Yves Robert, théâtre Édouard-VII (repris au théâtre des Variétés en 1961)
- 1962 : Trois fois le jour de Claude Spaak, mise en scène Daniel Leveugle, théâtre de l'Athénée
- 1963 : Des clowns par milliers d'Herb Gardner, mise en scène Raymond Rouleau, théâtre du Gymnase
- 1966 : Henri VI de William Shakespeare, mise en scène Jean-Louis Barrault, Odéon-Théâtre de France
- 1970 : Douze Hommes en colère de Reginald Rose, mise en scène Michel Vitold, théâtre Marigny
- 1975 : Napoléon III à la barre de l'histoire d'André Castelot, mise en scène Jean-Laurent Cochet, théâtre du Palais-Royal
- 1976 : L'Homme de cendres d'André Obey, mise en scène Jean-Pierre André, Festival de Vaison-la-Romaine
- 1983 : Roméo et Juliette de William Shakespeare, mise en scène Jean-Paul Lucet, théâtre des Célestins

## Filmographie

### Cinéma
- 1940 : Après Mein Kampf, mes crimes d'Alexandre Ryder : Ernst
- 1943 : Mademoiselle Béatrice de Max de Vaucorbeil
- 1943 : Je suis avec toi d'Henri Decoin : le gérant de l'hôtel
- 1944 : L'aventure est au coin de la rue de Jacques Daniel-Norman : Étienne
- 1945 : Le Jugement dernier de René Chanas
- 1946 : Les Démons de l'aube d'Yves Allégret : Serge Duhamel
- 1947 : Nuit sans fin de Jacques Séverac : Olivier
- 1947 : Le Beau Voyage de Louis Cuny
- 1948 : Une aventure de Vidocq de Lucien Ganier-Raymond : Coco-Latour
- 1948 : Carrefour du crime de Jean Sacha : Jacques Marchand
- 1949 : Un homme marche dans la ville de Marcello Pagliero : le commissaire
- 1949 : Une si jolie petite plage d'Yves Allégret : Georges
- 1949 : Manon d'Henri-Georges Clouzot : le lieutenant Besnard
- 1949 : Mission à Tanger d'André Hunebelle : Beaudoit, le « donneur »
- 1949 : Les Eaux troubles d'Henri Calef
- 1949 : Marlène de Pierre de Hérain : Laurin
- 1949 : Millionnaires d'un jour d'André Hunebelle : Marcel
- 1949 : L'Auberge du péché de Jean de Marguenat : Pierre Goulet
- 1950 : Fusillé à l'aube d'André Haguet : l'inspecteur Braun
- 1951 : L'Anglais tel qu'on le parle, court métrage de Jean Tedesco
- 1951 : Sous le ciel de Paris de Julien Duvivier : le docteur Lucien Evrard
- 1951 : Rue des Saussaies de Ralph Habib : l'inspecteur Denys
- 1951 : Le Vrai Coupable de Pierre Thévenard : l'inspecteur Dumont
- 1951 : Le Cap de l'Espérance de Raymond Bernard : Sem
- 1952 : Nous sommes tous des assassins d'André Cayatte : P'tit Louis
- 1952 : Le Banquet des fraudeurs de Henri Storck : le douanier Louis
- 1952 : Monsieur Taxi d'André Hunebelle : l'inspecteur principal
- 1952 : La Putain respectueuse de Charles Brabant et Marcello Pagliero : Georges, le tenancier du night-club
- 1952 : Il est minuit, docteur Schweitzer d'André Haguet : l'administrateur Leblanc
- 1953 : Les Compagnes de la nuit de Ralph Habib : l'inspecteur Maréchal
- 1954 : Quai des blondes de Paul Cadéac : Marco
- 1954 : La Rage au corps de Ralph Habib : le psychiatre de l'hôpital Sainte-Anne
- 1954 : Avant le déluge d'André Cayatte : l'autre inspecteur de police
- 1954 : Le Secret d'Hélène Marimon d'Henri Calef : Thierry
- 1954 : Une balle suffit de Jean Sacha : Stauner
- 1955 : Le Dossier noir d'André Cayatte : l'inspecteur Carlier
- 1955 : La Madelon de Jean Boyer : Van Meulen
- 1956 : OSS 117 n'est pas mort de Jean Sacha : Joseph Sliven
- 1956 : Je reviendrai à Kandara de Victor Vicas : Rudeau
- 1956 : Si tous les gars du monde de Christian-Jaque : Le Guellec
- 1958 : Maigret tend un piège de Jean Delannoy : l'inspecteur Lucas
- 1958 : Incognito (ou Les femmes aiment ça) de Patrice Dally : le commissaire
- 1958 : Le Gorille vous salue bien de Bernard Borderie : Mauricet
- 1959 : Ça n'arrive qu'aux vivants de Tony Saytor
- 1959 : Minute papillon de Jean Lefèvre : l'inspecteur Grégoire
- 1960 : Le Saint mène la danse de Jacques Nahum : le policier
- 1964 : Nick Carter va tout casser d'Henri Decoin : l'inspecteur Daumale
- 1964 : Coplan prend des risques de Maurice Labro : Pelletier
- 1965 : Compartiment tueurs de Costa-Gavras : un inspecteur

### Télévision
- 1954 : Une enquête de l'inspecteur Grégoire, épisode La Partie de cartes de Marcel Bluwal
- 1955 : Crime et Châtiment de Stellio Lorenzi : Ilyo Petrovitch
- 1955 : L'assassin a pris le métro de François Chatel
- 1955 : Une enquête de l'inspecteur Ollivier de Marcel Cravenne, épisode La Boîte de pastilles
- 1956 : Une enquête de l'inspecteur Ollivier de Marcel Cravenne, épisode : Le Chemin du canal
- 1956 : En votre âme et conscience, épisode L'Affaire Hugues de Jean Prat
- 1957 : Madame Maxence a disparu de Bernard Hecht (téléfilm)
- 1959 : Les Loups de Marcel Bluwal : Quesnel
- 1961 : Les Cinq Dernières Minutes, épisode Sur la piste… de Claude Loursais : César Ségala
- 1962 : L'inspecteur Leclerc enquête (série) : l'inspecteur Denys
- 1964 : Le Théâtre de la jeunesse, épisode Méliès, magicien de Montreuil-sous-Bois de Jean-Christophe Averty : Gaston Méliès
- 1964 : Le Théâtre de la jeunesse, épisode Les Indes noires de Marcel Bluwal : Simon Ford
- 1965 : Donadieu de Stellio Lorenzi : Tiefenbach[2]
- 1966 : Le Théâtre de la jeunesse, épisode La Clé des cœurs d'Yves-André Hubert : Beauceron
- 1966 : Le Théâtre de la jeunesse : La Belle Nivernaise d'Yves-André Hubert : Beauceron
- 1966 : La caméra explore le temps : Les Cathares : de Stellio Lorenzi : le comte de Foix
- 1967 : La Princesse du rail d'Henri Spade (série) : le contremaître
- 1967 : série Le Tribunal de l'impossible - Épisode La Bête du Gévaudan d'Yves-André Hubert : Lafont
- 1968 : Les Cinq Dernières Minutes, épisode Les Enfants du faubourg de Claude Loursais : André Veretz
- 1969 : Le Tribunal de l'impossible : Le Sabbat du Mont d'Etenclin de Michel Subiela : le bailli
- 1969 : Les Trois Portes d'Abder Isker : Dr Vallon
- 1970 : Le Tribunal de l'impossible « La cité d'Is », feuilleton télévisé de Michel Subiela : le roi Gallon
- 1970 : Au théâtre ce soir : Douze Hommes en colère de Reginald Rose, mise en scène Michel Vitold, réalisation Pierre Sabbagh, théâtre Marigny
- 1971 : Quentin Durward de Gilles Grangier : Oliver le Daim
- 1971 : Les Cinq Dernières Minutes, épisode Les Yeux de la tête de Claude Loursais : Antoine Tergnier
- 1972 : La Malle de Hambourg de Bernard Hecht : le premier inspecteur
- 1972 : Les Chemins de pierre de Joseph Drimal : Pierre Fargeau
- 1972 : Les Cinq Dernières Minutes, épisode Le diable l'emporte de Claude Loursais : Georges Gazerand
- 1973 : Du plomb dans la tête de Roger Dallier : le commissaire Moret
- 1973 : Les Mohicans de Paris de Gilles Grangier : Gibassier
- 1975 : Le Théâtre de Tristan Bernard de Georges Folgoas et Dominique Nohain, sketch L'Anglais tel que l'on parle : l'inspecteur
- 1975 : Salvator et les Mohicans de Paris de Bernard Borderie : Gibassier
- 1976 : Don Juan ou L'Homme de cendres de Guy Lessertisseur : le roi
- 1977 : C'est arrivé à Paris de François Villiers : Corneille
- 1978 : Émile Zola ou la Conscience humaine de Stellio Lorenzi : Georges Clemenceau
- 1978 : Les Cinq Dernières Minutes, épisode Techniques douces de Claude Loursais : Jacques Méric
- 1980 : La Vie des autres, épisode Le Bec de l'aigle de Pierre Nicolas : Chasserand
- 1981 : Le Rembrandt de Verrières de Pierre Goutas : Lucien

## Doublage
Les dates en italique indiquent les sorties initiales des films pour lesquels André Valmy a participé aux doublages tardifs ou aux redoublages.

### Cinéma

#### Films
- Walter Matthau dans (20 films) :
  - L'Étoile brisée (1958) : Jesse Hibbs
  - La Grande Combine (1966) : Willie Gingrich
  - Drôle de couple (1968) : Oscar Madison
  - Plaza Suite (1971) : Roy Hubley / Jesse Kiplinger / Sam Nash
  - Tuez Charley Varrick ! (1973) : Charley Varrick
  - Les Pirates du métro (1974) : le lieutenant Zachary « Z » Garber
  - Spéciale Première (1974) : Walter Burns
  - Ennemis comme avant (1975) : Willy Clark
  - La Puce et le Grincheux (1980) : Sorrowful John
  - Jeux d'espions (1980) : Miles Kendig / James Butler
  - Victor la gaffe (1981) : Trabucco
  - Les Survivants (1983) : Sonny Paluso
  - Parle à mon psy, ma tête est malade (1988) : Donald Becker
  - Le Petit Diable (1988) : Père Maurizio
  - Les Grincheux (1993) : Max
  - L'Amour en équation (1994) : Albert Einstein
  - Les Grincheux 2 (1995) : Max
  - La Croisière aventureuse (1997) : Charlie Gordon
  - Drôle de couple 2 (1998) : Oscar Madison
  - Raccroche ! (2000) : Lou Mozell
- George C. Scott dans (12 films) :
  - Docteur Folamour (1964) : le général « Buck » Turgidson
  - Deux Minets pour Juliette ! (1966) : « Tank » Martin
  - Petulia (1968) : Archie Bollen
  - Les Complices de la dernière chance (1971) : Harry Garnes
  - L'Hôpital (1971) : Dr. Bock
  - Les flics ne dorment pas la nuit (1972) : Kilvinsky
  - L'Odyssée du Hindenburg (1975) : le colonel Franz Ritter
  - Le Prince et le Pauvre (1977) : Ruffler
  - L'Île des adieux (1977) : Thomas Hudson
  - La Formule (1980) : le lieutenant Barney Caine LAPD
  - L'Exorciste, la suite (1990) : le lieutenant William « Bill » Kinderman
  - Gloria (1999) : Ruby
- Lee J. Cobb dans (11 films) :
  - Les Frères Karamazov (1958) : Fyodor Karamazov
  - Les Quatre Cavaliers de l'Apocalypse (1962) : Madariaga
  - La Conquête de l'Ouest (1962) : le marshal Lou Ramsey
  - Notre homme Flint (1966) : Lloyd Cramden
  - F comme Flint (1967) : Lloyd Cramden
  - Macho Callahan (1970) : Duffy
  - Le Fantôme de Cat Dancing (1971) : Lapchance
  - L'Exorciste (1973) : le lieutenant William « Bill » Kinderman (1er doublage)
  - Le Veinard (1975) : le général Henry Steedman
- Telly Savalas dans (8 films) :
  - La Revanche du Sicilien (1963) : Vincent Santangelo
  - Trente Minutes de sursis (1965) : le docteur Joe Coburn
  - Buona sera Madame Campbell (1968) : Walter Braddock
  - Les Corrupteurs (1968) : Emil Dietrich
  - Les Chasseurs de scalps (1968) : Jim Howie
  - Assassinats en tous genres (1969) : Lord Bostwick
  - La Cité de la violence (1970) : Al Weber
  - Si tu crois fillette (1971) : le capitaine Sam Surcher
- George Kennedy dans (8 films) :
  - Les Colts des sept mercenaires (1969) : Chris
  - Airport (1970) : Joe Patroni
  - Tremblement de terre (1974) : le sergent Lew Slade
  - Le Canardeur (1974) : Red Leary
  - 747 en péril (1974) : Joe Patroni
  - La Sanction (1975) : Ben Bowman
  - La Cible étoilée (1978) : le général George Patton
  - Airport 80 Concorde (1979) : Joe Patroni
- Eli Wallach dans (8 films) :
  - Et viva la révolution ! (1971) : Max Lozoya
  - Le Blanc, le Jaune et le Noir (1975) : shérif Edward « Black Jack » Gideon
  - La Théorie des dominos (1977) : le général Reser
  - L'Arme au poing (1979) : Sal Hyman
  - Cinglée (1987) : Dr Herbert A. Harrison
  - The Two Jakes (1990) : Cotton Weinberger
  - La Loi de la nuit (1992) : Mr Peck
- Robert J. Wilke dans (6 films) :
  - Vingt mille lieues sous les mers (1954) : le second du Nautilus
  - Amour, fleur sauvage (1955) : Bentley
  - Un jeu risqué (1955) : Ben Thompson
  - L'Homme de l'Ouest (1958) : Ponch
  - Les Sept Mercenaires (1960) : Wallace
  - Tony Rome est dangereux (1967) : Ralph Turpin
- Jack Warden dans (6 films) :
  - L'Odyssée du sous-marin Nerka (1958) : « Kraut » Mueller
  - Les Hommes du président (1976) : Harry M. Rosenfeld
  - Le Champion (1979) : Jackie
  - Vol d'enfer (1985) : Moravia
  - Presidio : Base militaire, San Francisco (1988) : le sergent-major Ross MacLure
  - L'Amour à tout prix (1995) : Saul
- Ernest Borgnine dans (6 films) :
  - Les Douze Salopards (1967) : le général Worden
  - Destination Zebra, station polaire (1968) : Boris Vaslov
  - Le crime, c'est notre business (1968) : Bert Clinger
  - Le Démon des femmes (1968) : Barney Sheean
  - Un colt pour trois salopards (1971) : Emmett Clemens
  - Allô... Madame (1976) : Max
- Robert Shaw dans (6 films) :
  - L'Arnaque (1973) : Doyle Lonnegan
  - Les Dents de la mer (1975) : Quint (1er doublage)
  - Le Pirate des Caraïbes (1976) : le capitaine « Red » Ned Lynch
  - Les Grands Fonds (1977) : Romer Treece
  - Sauvez le Neptune (1978) : Quint dans un extrait des Dents de la mer
  - L'ouragan vient de Navarone (1978) : le major Keith Mallory
- Lee Marvin dans (6 films) :
  - Un homme est passé (1955) : Hector David
  - Monte Walsh (1970) : Monte Walsh
  - Carnage (1972) : Nick Devlin
  - L'Empereur du Nord (1973) : A N°1
  - Du sang dans la poussière (1974) : Harry Spikes
  - Gorky Park (1983) : Jack Osborne
- Rod Steiger dans (6 films) :
  - La Femme et le Rôdeur (1957) : Paul Hochen
  - Le Jugement des flèches (1957) : John O'Meara
  - Le Docteur Jivago (1965) : Victor Komarowsky
  - L'Homme tatoué (1969) : Carl
  - Il était une fois la révolution (1971) : Juan Miranda
  - Tous les jours dimanche (1994) : Benjamin
- Adolfo Celi dans (5 films) :
  - Grand Prix (1966) : Agostino Manetta
  - Le Carnaval des truands (1967) : Mark Milford
  - Danger : Diabolik ! (1968) : Ralph Valmont
  - L'Empire du crime (1972) : don Vito Tressoldi
  - Les Dix Derniers Jours d'Hitler (1973) : le général Hans Krebs
- Vittorio De Sica dans (4 films) :
  - Pain, Amour et Jalousie (1954) : le maréchal Carotenuto
  - Pain, amour, ainsi soit-il (1955) : le maréchal Carotenuto
  - Le renard s'évade à trois heures (1966) : Lui-même
  - 12 + 1 (1969) : Di Seta
- Anthony Quinn dans (4 films) :
  - Le Brave et la Belle (1955) : Luis Santos
  - L'Homme aux colts d'or (1959) : Tom Morgan
  - La Bataille de San Sebastian (1968) : Leon Alastray
  - Les Souliers de saint Pierre (1969) : Kiril Lakota
- Karl Malden dans (4 films) :
  - La Conquête de l'Ouest (1962) : Zebulon Prescott
  - Deux Hommes dans l'Ouest (1971) : Walter Buckman
  - Meteor (1979) : Harry Sherwood
  - Le Dernier Secret du Poseidon (1979) : Hubbard Wilbur
- Martin Balsam dans (4 films) :
  - Mercredi soir, 9 heures... (1963) : Sandford Kaufman
  - Sept Jours en mai (1963) : Paul Girard
  - L'Ombre d'un tueur (1976) : le commissaire
  - Un tueur dans la foule (1976) : Sam McKeever
- R. G. Armstrong dans (4 films) :
  - El Dorado (1966) : Kevin McDonald
  - Les Bootleggers (1973) : Big Bear
  - Enfer mécanique (1977) : Amos Clements
  - Hammett (1982) : le lieutenant O'Mara
- Robert Mitchum dans (4 films) :
  - La Route de l'Ouest (1967) : Dick Summers
  - Pancho Villa (1968) : Lee Arnold
  - Cinq Cartes à abattre (1969) : le pasteur Jonathan Rudd
  - La Vengeance du shérif (1969) : le shérif Ben Kane
- Edmond O'Brien dans (3 films) :
  - La Ville d'argent (1951) : Larkin Moffatt
  - Le Sentier de l'enfer (1951) : John Vickers
  - La Horde sauvage (1969) : Freddie Sykes
- Gustav Knuth dans (3 films) :
  - Sissi (1955) : le duc Max en Bavière
  - Sissi impératrice (1956) : le duc Max en Bavière (1er doublage)
  - Sissi face à son destin (1958) : le duc Max en Bavière
- Dean Martin dans (3 films) :
  - Comme un torrent (1958) : Barna Dillert
  - Qui était donc cette dame ? (1960) : Michael Haney
  - Rio Verde (1971) : Joe Baker
- Keenan Wynn dans (3 films) :
  - Les Jeux de l'amour et de la guerre (1964) : le vieux marin
  - Le Point de non-retour (1967) : Yost
  - La Vallée du bonheur (1968) : le sénateur Billboard Rawkins
- Victor French dans (3 films) :
  - Charro (1970) : Vince Hackett
  - Rio Lobo (1970) : Ketcham
  - L'Indien (1970) : le sergent Rafferty
- Laurence Olivier dans :
  - Marathon Man (1976) : Dr Christian Szell
  - Betsy (1978) : Loren Hardemen dit « N° 1 »
  - Le Bounty (1984) : l'amiral Hood
- Alberto Sordi dans :
  - Sous le ciel de Provence (1956) : Mario
  - Le Meilleur Ennemi (1961) : Capt. Blasi
- Philip Ober dans :
  - 10, rue Frederick (1958) : Lloyd Williams
  - Un matin comme les autres (1959) : John Wheeler
- Gino Cervi dans :
  - Le Grand Chef (1959) : Paulo
  - Le Commissaire Maigret à Pigalle (1966) : Le Commissaire Maigret
- Lionel Jeffries dans :
  - La Revanche de Frankenstein (1958) : Fritz (1er doublage)
  - Les Inconnus de Malte (1970) : le grand-père
- Gilbert Roland dans :
  - Le Cirque fantastique (1959) : Zach Golino
  - Je vais, je tire et je reviens (1967) : Monetero
- Gert Fröbe dans :
  - Le Diabolique Docteur Mabuse (1960) : Commissaire Kras
  - Échec à la brigade criminelle (1962) : Commissaire Lohmann
- Milton Berle dans :
  - Le Milliardaire (1960) : Lui-même
  - Lepke, le caïd (1975) : M. Meyer
- Pedro Armendáriz dans :
  - Les Titans (1962) : le roi Cadmos
  - Bons Baisers de Russie (1963) : Kerim Bey
- Ed Begley dans :
  - Doux Oiseau de jeunesse (1962) : « Boss » Finley
  - La Reine du Colorado (1964) : Shamus Tobin
- James Gregory dans :
  - Le Motel du crime (1963) : Norris Bixby
  - Le Secret de la planète des singes (1970) : le général Ursus
- Richard Boone dans :
  - Rio Conchos (1964) : James Lassiter
  - La Lettre du Kremlin (1970) : Ward
- Harry Andrews dans :
  - La Colline des hommes perdus (1965) : l'adjudant-chef Bert Wilson
  - Intervention Delta (1976) : Carl Averbach
- Richard Attenborough dans :
  - Le Vol du Phénix (1965) : Lew Moran
  - Miracle sur la 34e rue (1994) : Kris Kringle
- Burt Lancaster dans :
  - Les Professionnels (1966) : Bill Dolworth
  - Un château en enfer (1969) : le major Abraham Falconer
- Nigel Davenport dans :
  - Passeport pour l'oubli (1966) : Parkington
  - Enfants de salauds (1969) : le capitaine Cyril Leech
- Edward Asner dans :
  - Peter Gunn, détective spécial (1967) : Jacoby
  - Minuit sur le grand canal (1967) : Frank Rosenfeld
- Gene Hackman dans :
  - Bonnie et Clyde (1967) : Buck Barrow
  - Femmes de médecins (1971) : Dr Dave Randolph
- Lawrence Tierney dans :
  - Custer, l'homme de l'ouest (1967) : le général Philip Sheridan
  - La Loi de Murphy (1986) : Cameron
- Ben Johnson dans :
  - Will Penny, le solitaire (1968) : Alex
  - La Cité des dangers (1975) : Marty Hollinger
- Denver Pyle dans :
  - Bandolero ! (1968) : Muncie Carter
  - Les Visiteurs d'un autre monde (1978) : l'oncle Bene
- Orson Welles dans :
  - Trois pour un massacre (1969) : le colonel Cascorro
  - La Bataille de la Neretva (1969) : le sénateur serbe
- John Randolph dans :
  - Serpico (1973) : le commissaire Sidney Green
  - Le sapin a les boules (1989) : Clark Wilhelm Griswold
- James Mason dans :
  - Mandingo (1975) : Warren Maxwell
  - Liés par le sang (1979) : Sir Alec Nichols
- John Carradine dans :
  - Le Dernier des géants (1976) : Hezekiah Beckum
  - Le Bison blanc (1977) : Amos Briggs
- Charles Macaulay dans :
  - Les Naufragés du 747 (1977) : l'amiral Herb Corrigan
  - La Guerre des abîmes (1980) : le général Dale Busby
- John Marley dans :
  - La Fureur du danger (1978) : Max Berns
  - Les monstres sont toujours vivants (1978) : M. Mallory
- Michael Hordern dans :
  - La Grande Menace (1978) : Atropos (1er doublage)
  - Le Secret de la pyramide (1985) : voix de Watson vieux
- Warren Oates dans :
  - 1941 (1979) : Colonel « Madman » Maddox
  - Police frontière (1982) : Red
- Peter Boyle dans :
  - Une journée de fous (1989) : Jack Mc Dermott
  - The Shadow (1994) : Moe Shrevnitz
- 1945 : Au cœur de la nuit : George Parratt (Basil Radford)
- 1951 : Le Renard du désert : général Wilhelm Burgdorf (Everett Sloane)
- 1951 : Menace dans la nuit : Al Molin (Norman Lloyd)
- 1952 : Le train sifflera trois fois : Max Miller (Sheb Wooley)
- 1953[3] : Le Justicier impitoyable : Carstairs (Arthur Space)
- 1954 : Paris, court métrage documentaire de Henri Calef : narrateur
- 1954 : L'Émeraude tragique : El Moro (Murvyn Vye)
- 1954 : L'Étrange Créature du lac noir : Dr Matos (Sydney Mason) (1er doublage)
- 1954 : Quatre Étranges Cavaliers : Ned McCarthy (Dan Duryea)
- 1955 : La Mousson : lord Albert Esketh (Michael Rennie)
- 1955 : Le Bagarreur du Tennessee : le shérif (Leo Gordon)
- 1955 : Ce n'est qu'un au revoir : sergent-major Rudolph « Rudy » Heinz (Peter Graves)
- 1955 : Graine de violence : l'inspecteur (Horace McMahon)
- 1955 : Rendez-vous sur l'Amazone : Bento Hermany (Frank Lovejoy)
- 1955 : Les Pièges de la passion : Georgie (Harry Bellaver)
- 1955 : Des pas dans le brouillard : l'agent Matthew Burke (Barry Keegan)
- 1955 : Le Procès : le shérif A.A. « Fats » Sanders (Robert Middleton)
- 1955 : Le Général du Diable : le capitaine Pfundtmayer (Beppo Brem)
- 1956 : Marqué par la haine : Nick Barbella (Harold J. Stone)
- 1956 : Comanche : Charles (Stacy Harris)
- 1956 : La Loi de la prairie : Fat Jones (Lee Van Cleef)
- 1956 : Bandido caballero ! : Gunther (Henry Brandon)
- 1956 : La Dernière Chasse : le 1er chasseur de buffles (Ainslie Pryor)
- 1956 : L'Infernale Poursuite : William « Bill » Campbell (Jeff York)
- 1957 : L'aigle vole au soleil : John Dodge (Ward Bond)
- 1957 : Monpti : le mari de Charlotte (Bum Krüger)
- 1957 : Police internationale : Murphy (Lionel Murton)
- 1957 : Le Redoutable Homme des neiges : Dr John Rollason (Peter Cushing)
- 1957 : Pour que les autres vivent : Michael Faroni (Eddie Byrne)
- 1958 : Fort Massacre : le soldat McGurney (Forrest Tucker)
- 1958 : Le Septième Voyage de Sinbad : Harufa, le second de Sinbad (Alfred Brown)
- 1958 : Inspecteur de service : l'inspecteur Cameron (Nigel Fitzgerald)
- 1958 : Le Général casse-cou : soldat Orville Hutchmeyer (Tige Andrews)
- 1958 : La Brune brûlante : le capitaine Hoxie (Jack Carson)
- 1958 : L'Aventurier du Texas : Ivy (Al Wyatt)
- 1958 : Contre-espionnage à Gibraltar : le colonel Dawson (Patrick Holt)
- 1959 : Autopsie d'un meurtre : George Lemon (Russ Brown) et Pie Eye, le pianiste (Duke Ellington)
- 1959 : Notre agent à La Havane : Cifuentes (Grégoire Aslan)
- 1959 : Le Fils du corsaire rouge : Don Juan de Sasebo (Antonio Crast)
- 1959 : La Chevauchée des bannis : Vause (Paul Wexler)
- 1959 : Ne tirez pas sur le bandit : Snake Brice (Jack Lambert)
- 1959 : Les Nuits de Lucrèce Borgia : Astorre (Arnoldo Foà)
- 1959 : Le Pont : le sergent Robert Heilmann (Günter Pfitzmann)
- 1959 : Le Troisième Homme sur la montagne : Franz Lerner (James Donald)
- 1959 : Au milieu de la nuit : Jerry Kingsley (Fredric March)
- 1959 : Salomon et la Reine de Saba : le pharaon Siamon (David Farrar)
- 1960 : Alamo : Jocko Robertson (John Dierkes)
- 1960 : L'Inconnu de Las Vegas : le Shérif (Robert Foulk)
- 1960 : Le Monde perdu : le professeur George Edward Challenger (Claude Rains)
- 1960 : L'Homme à la peau de serpent : Jabe M. Torrance (Victor Jory)
- 1960 : La Charge des Cosaques : Prince Voroutzoff (Gérard Herter)
- 1960 : L'Histoire de Ruth : Hedak (Thayer David)
- 1960 : Le Secret du Grand Canyon : Suds Reese (Ted Jacques)
- 1960 : Chérie recommençons : Luigi Bardini (Martin Benson)
- 1960 : Le Serment de Robin des Bois : Frère Tuck (Niall MacGinnis)
- 1961 : Don Camillo Monseigneur : le bras droit de Peppone
- 1961 : L'Arnaqueur : Minnesota Fats dit « Le Pacha » (Jackie Gleason)
- 1961 : Diamants sur canapé : Sally Tomato (Alan Reed)
- 1961 : Milliardaire pour un jour : Steve Darcey (Sheldon Leonard)
- 1961 : L'Espionne des Ardennes : Capitaine Bart Macklin (Carleton Young)
- 1961 : Les lauriers sont coupés : Lewis Jackman (Jeff Chandler)
- 1961 : Le Zinzin d'Hollywood : le râleur (Stanley Adams)
- 1961 : La Reine des Amazones : Nando, le commandant grec (Renato Tagliani)
- 1962 : Le Jour le plus long : Erwin Rommel (Michael Hinz) / Edwin P. Parker Jr. (Leo Genn)
- 1962 : Le Mercenaire : Gino (Carlo Rizzo)
- 1962 : Coups de feu dans la Sierra : Gil Westrum (Randolph Scott)
- 1962 : Tempête à Washington : Sénateur Paul Hendershot (William Quinn)
- 1962 : Le Couteau dans la plaie : l'inspecteur de Police (Albert Rémy)
- 1963 : Pas de lauriers pour les tueurs : le présentateur des informations à la BBC (Lester Matthews) et le journaliste russe (Gregory Gaye)
- 1963 : L'Étrange Mort de Miss Gray : Rodney Herter (Kieron Moore)
- 1963 : Pousse-toi, chérie : M. Codd (Fred Clark)
- 1964 : Goldfinger : Felix Leiter (Cec Linder)
- 1964 : Zoulou : John Rouse Merriott Chard (Stanley Baker)
- 1964 : X3, agent secret : Simoneva (Leo McKern)
- 1964 : Le Mercenaire de minuit : Sam Brewster (Pat Hingle)
- 1964 : La Septième Aube : Tom, le chef de la Police (Sydney Tafler)
- 1964 : Le Plus Grand Cirque du monde : Cap Carson (Lloyd Nolan)
- 1964 : La Tombe de Ligeia : Lord Trevanion (Derek Francis)
- 1964 : Le Bataillon des lâches : Commandant Hayward (Harlan Warde)
- 1964 : Mission 633 : Johanson (Richard Shaw)
- 1964 : Maciste et les 100 gladiateurs : Vitellius (Peter White)
- 1964 : Au revoir, Charlie : l'inspecteur Frank McGill (Roger C. Carmel)
- 1965 : Opération Crossbow : Pr. Lindemann (Trevor Howard)
- 1965 : Les Yeux bandés : Détective Harrigan (Brad Dexter)
- 1965 : Adiós gringo : Dr Verne Barfield (Roberto Camardiel)
- 1965 : Bunny Lake a disparu : Wilson (Noël Coward)
- 1965 : Les Tueurs de San Francisco : l'inspecteur Mike Vido (Van Heflin)
- 1965 : Le Mors aux dents : Vince Moore (Edgar Buchanan)
- 1965 : La Plus Grande Histoire jamais contée : Hérode Antipas (José Ferrer)
- 1965 : 36 Heures avant le débarquement : Ernst (John Banner) et le Dr Winterstein (Rudolph Anders)
- 1966 : Le Bon, la Brute et le Truand : le capitaine alcoolique (Aldo Giuffré)
- 1966 : Arabesque : Pr. Ragheeb (George Coulouris)
- 1966 : Alfie le dragueur : le contremaître (Harry Locke)
- 1966 : Le Voyage fantastique : le Docteur Duval (Arthur Kennedy)
- 1966 : Texas Adios : Alcalde Miguel (Livio Lorenzon)
- 1966 : Le Retour des sept : Frank (Claude Akins)
- 1966 : Arizona Colt : le prêtre (Pietro Tordi)
- 1966 : L'Express du colonel Von Ryan : le major Von Klemment (Wolfgang Preiss)
- 1966 : Quelques dollars pour Django : l'assistant du juge (José Luis Balde)
- 1966 : Arrivederci baby : le capitaine Daniel O'Flannery (Noel Purcell)
- 1966 : Les Nuits de l'épouvante : Marc de Brantome (Philippe Hersent)
- 1966 : Le Gentleman de Londres : Harry Dominion (Eric Porter)
- 1967 : La mort était au rendez-vous : le shérif prenant sa retraite (Giuseppe Castellano)
- 1967 : La Poursuite des tuniques bleues : le sergent Cleehan (Kenneth Tobey)
- 1967 : Tobrouk, commando pour l'enfer : le colonel allemand (Curt Lowens)
- 1967 : La Comtesse de Hong-Kong : le commandant (John Paul)
- 1967 : El Chuncho : Eufémio (Spartaco Conversi)
- 1967 : La Reine des Vikings : Octavien (Andrew Keir)
- 1967 : Fort Bastion ne répond plus : Ep Wyatt (Scott Brady)
- 1967 : Le sable était rouge : le capitaine MacDonald (Cornel Wilde)
- 1967 : Le Ranch de l'injustice : Whit Minick (Robert Lowery)
- 1967 : Tire encore si tu peux : M. Sorrow (Roberto Camardiel)
- 1967 : Le Grand Départ vers la Lune : Phineas T. Barnum (Burl Ives)
- 1967 : Le Pistolero de la rivière rouge : Squint Calloway (Gary Merrill)
- 1967 : Une sacrée fripouille : M. Packard (Jack Albertson)
- 1967 : Coup de gong à Hong Kong : Blackie Lee (Gianni Rizzo)
- 1967 : Les Trois Fantastiques Supermen : Scar (André Bollet)
- 1967 : La Vingt-cinquième Heure : le capitaine Apostol Constantin (Jan Werich)
- 1967 : Sept Secondes en enfer : le shérif de comté Jimmy Bryan (Bill Fletcher)
- 1967 : Trois fantômes à la plage : l'oncle George (John McGiver)
- 1968 : Shalako : le sénateur Henry Clarke (Alexander Knox)
- 1968 : Ciel de plomb : le pasteur des funérailles (Renato Pinciroli)
- 1968 : Pendez-les haut et court : le marshal Dave Bliss (Ben Johnson)
- 1968 : Le Sergent : Pop Henneken (Elliott Sullivan)
- 1968[4] : Belle Starr : Butch, le frère de Johnny et Tom[Qui ?]
- 1969 : Les Géants de l'Ouest : James Newby (Bruce Cabot)
- 1969 : Anne des mille jours : le cardinal Thomas Wolsey (Anthony Quayle)
- 1969 : Prends l'oseille et tire-toi : Fritz (Marcel Hillaire)
- 1969 : La Tente rouge : Biagi, l'opérateur radio (Mario Adorf)
- 1969 : La Mutinerie : le directeur de la prison (Frank Eyman)
- 1969 : La Colline des bottes : M. Loyal Samuel Bachannale (Lionel Stander)
- 1969 : Che ! : le capitaine Vasquez (Albert Paulsen)
- 1969 : À l'aube du cinquième jour : le colonel von Bleicher (Helmuth Schneider)
- 1969 : Stiletto : Emilio Matteo (Joseph Wiseman)
- 1969 : La Bataille d'Angleterre : Air Vice Marshal Evill (Michael Redgrave)
- 1970 : MASH : le général Hammond (G. Wood)
- 1970 : Tora ! Tora ! Tora ! : le colonel Rufus G. « Rufe » Bratton (E. G. Marshall)
- 1970 : On l'appelle Trinita : frère Tobias (Dan Sturkie)
- 1970 : Compañeros : le général Mongo (José Bódalo)
- 1970 : Traître sur commande : Père O'Connor (Philip Bourneuf)
- 1970 : La Dernière Grenade : le commissaire Doyle (Paul Dawkins)
- 1970 : Le Soleil blanc du désert : Fyodor Ivanovich Sukhov (Anatoli Kouznetsov)
- 1970 : L'Insurgé : Scipio (Moses Gunn)
- 1970 : Waterloo : le général Maurice Gérard (Vladimir Droujnikov)
- 1970 : Blindman, le justicier aveugle : le général mexicain (Raf Baldassarre)
- 1970 : Campus : Lysander (Leonard Stone)
- 1971 : On continue à l'appeler Trinita : le paysan vagabond (Enzo Fiermonte)
- 1971 : Le Roman d'un voleur de chevaux : Schloime Kradnik (David Opatoshu)
- 1971 : Au nom du peuple italien : Pr Rivaroli (Pietro Tordi)
- 1971 : Marie Stuart, reine d'Écosse : John Knox (Robert James)
- 1971 : La Vallée perdue : Czeraki (Leon Lissek)
- 1972 : L'Argent de la vieille : le professeur (Mario Carotenuto)
- 1973 : La Bataille de la planète des singes : le gouverneur Kolp (Severn Darden)
- 1973 : Magnum Force : Carmine Ricca (Richard Devon)
- 1973 : Le Piège : le juge (Roland Culver)
- 1973 : Amarcord : l'homme coiffé d'un béret[Qui ?]
- 1973 : Le Témoin à abattre : le commissaire Aldo Scavino (James Whitmore)
- 1973 : La Barbe à papa : le député Jess Hardin (John Hillerman)
- 1973 : Un petit Indien (One Little Indian) de Bernard McEveety : Keyes (James Garner)
- 1973 : Un flic hors-la-loi : un chef âgé de la Camorra (Nino Vingelli)
- 1974 : Sugarland Express : le patrouilleur Ernie Mashburn (Gregory Walcott)
- 1974 : Un silencieux au bout du canon : le capitaine Ed Kosterman (Eddie Albert)
- 1974 : L'Énigme de Kaspar Hauser : Pr Daumer (Walter Ladengast)
- 1974 : Contre une poignée de diamants : le superintendant chef Wray (Joss Ackland)
- 1974 : Tant qu'il y a de la guerre, il y a de l'espoir : le général Gutierrez (Edoardo Faieta)
- 1975 : Adieu ma jolie : Nulty (John Ireland)
- 1975 : La Fugue : Tom Iverson (John Crawford)
- 1975 : Zorro : frère Francisco (Giampiero Albertini)
- 1975 : Les Requins : Lobo (Cliff Osmond)
- 1975 : Rancho Deluxe de Frank Perry John Brown (Clifton James)
- 1976 : 1900 : Leo Dalco (Sterling Hayden)
- 1976 : Cadavres exquis : Dr Bloma (Silverio Blasi)
- 1976 : Cœur de verre : Archer, un buveur à la taverne[Qui ?]
- 1977 : La Fièvre du samedi soir : Dan Fusco (Sam Coppola) (1er doublage)
- 1977 : Annie Hall : le docteur (Chris Gampel)
- 1977 : Orca : Alan Swain (Scott Walker)
- 1977 : À la recherche de Mister Goodbar : M. Dunn (Richard Kiley)
- 1977 : Le Convoi de la peur : Donnelly (Gerard Murphy (en))
- 1977 : Le Message : Otba (Robert Brown)
- 1977 : L'Affaire Mori : Carmelo Lo Schiavo (Enzo Fiermonte)
- 1977 : Un vendredi dingue, dingue, dingue : M. Dilk (Sorrell Booke)
- 1977 : L'Île des adieux : Thomas Hudson (George C. Scott)
- 1978 : Midnight Express : M. Hayes (Mike Kellin)
- 1978 : Grease : Joe Calhoun (Sid Caesar)
- 1978 : Magic : Ben Green (Burgess Meredith)
- 1978 : Ces garçons qui venaient du Brésil : Mundt (Walter Gotell)
- 1978 : Le ciel peut attendre : un membre du conseil d'administration[Qui ?]
- 1978 : Mon nom est Bulldozer : le colonel Martin (Reinhard Kolldehoff)
- 1978 : Fedora : le docteur (José Ferrer)
- 1978 : Le Jeu de la puissance : Dr Jean Rousseau (Barry Morse)
- 1979 : Cactus Jack : Avery Simpson (Jack Elam)
- 1979 : La Riposte de l'homme-araignée : le professeur[Qui ?]
- 1979 : Hair : le général (Nicholas Ray)
- 1980 : Un drôle de flic : McEnroy (Lee Sandman)
- 1980 : Le lion sort ses griffes : Ernst Mueller (Patrick Magee)
- 1980 : Les 13 Marches de l'angoisse : Wendell Elmore (Ray Milland)
- 1981 : Bandits, bandits : l'ogre Winston (Peter Vaughan)
- 1981 : Le Solitaire : Sam[Qui ?]
- 1981 : Gallipoli : Jack (Bill Kerr)
- 1981 : S.O.B. : Herb Maskowitz (Robert Loggia)
- 1982 : Firefox, l'arme absolue : Pyotr Baranovich (Nigel Hawthorne)
- 1983 : Le Retour de l'inspecteur Harry : Lieutenant Donnelly (Michael Currie (en))
- 1983 : Christine : Will Darnell (Robert Prosky)
- 1983 : La Foire des ténèbres : Charles Holloway (Jason Robards)
- 1984 : Indiana Jones et le Temple maudit : Mola Ram (Amrish Puri)
- 1985 ; Sale temps pour un flic : Pirelli (Allen Hamilton)
- 1986 : Allan Quatermain et la Cité de l'or perdu : Dutchman (Alex Heyns)
- 1987 : Radio Days : Mr Waldbaum (Hy Anzell)
- 1987 : Big Easy : Le Flic de mon cœur : Le capitaine Jack Kellom (Ned Beatty)
- 1988 : Colors : l'officier Bob Hodges (Robert Duvall)
- 1989 : Turner et Hooch : Amos Reed (John McIntire)
- 1989 : Les Nuits de Harlem : Bennie Wilson (Redd Foxx)
- 1990 : Une trop belle cible : Mr Avoca (Vincent Price)
- 1991 : Un crime dans la tête : Carter Hedison (Raymond Burr)
- 1992 : Fais comme chez toi ! : Winston Moseby (Roy Cooper)
- 1993 : La Firme : Oliver Lambert (Hal Holbrook)
- 1994 : Serial Mother : le juge R. A. Moorehouse (Stan Brandorff)
- 1994 : L'Irrésistible North : le grand-père de l'Alaska (Abe Vigoda)
- 1995 : Casino : Charlie Clark (Richard Riehle)
- 2001 : Monsieur William, les traces d'une vie possible (court-métrage) : Simon Edelman / Monsieur William

#### Films d'animation
- 1937 : Blanche-Neige et les Sept Nains : le chasseur (2e doublage)
- 1951 : Alice au pays des merveilles : le Morse (2e doublage)
- 1969 : Tintin et le Temple du Soleil : le professeur Bergamotte
- 1973 : Flipper City : Bas-du-cul
- 1990 : Bernard et Bianca au pays des kangourous : Percival McLeach
- 1991 : Fievel au Far West : Buffalo « Wyllie » Burp
- 1995 : Pocahontas : Kekata
- 1997 : La Belle et la Bête 2 : Le Noël enchanté : La Hache

### Télévision

#### Téléfilms
- George C. Scott dans :
  - Jane Eyre (1971) : Edward Rochester
  - Double Assassinat dans la rue Morgue (1986) : Auguste Dupin
  - Descending Angel (1990) : Florian Stroia
  - Le Titanic (1996) : Capitaine Edward J. Smith
  - Douze Hommes en colère (1997) : Juré no 3
- 1966[5] : Un nommé Kiowa Jones : le marshal Duncan (Gary Merrill)
- 1973 : Frankenstein: The True Story : Dr John Polidori (James Mason)
- 1975 : The Kansas City Massacre : le commissaire Herbert Tucker Mc Elwaine (Scott Brady)
- 1978 : Le Fantôme du vol 401 : Dom Cimoli (Ernest Borgnine)
- 1993 : Donato père et fille : Sergent Mike Donato (Charles Bronson)

#### Séries télévisées
- James Arness dans :
  - Gunsmoke (1955-1975) : Marshal Matt Dillon
  - La Conquête de l'Ouest (1978-1979) : Zebulon « Zeb » Macahan dit aussi « Aigle Blanc »
- 1958-1959 : Ivanhoé : Gurt (Robert Brown)
- 1974 : Columbo : En toute amitié (A Friend in Deed) (saison 3, ép. 8) : commissaire Halperin (Richard Kiley)
- 1977 : Le Renard : Karst (O. E. Hasse) (Saison 1, épisode 7 : Faillite)
- 1977 : Jésus de Nazareth : Ponce Pilate (Rod Steiger)
- 1982 : Les Bleus et les Gris : John Brown (Sterling Hayden)
- 1983-1986 : Le Juge et le Pilote : Juge Milton C. Hardcastle (Brian Keith)
- 1984-1988 : Punky Brewster : Henry Warnimont (George Gaynes)
- 1989 : Hercule Poirot : Henry Reedburn (épisode 'Le Roi de trèfle')
- 1989 : Raid contre la mafia : Asjidussu (Mario Adorf)
- 1992-1993 : Les Aventures du jeune Indiana Jones : Indy à 93 ans (George Hall)
- 1993 : New York, police judiciaire : Lionel Jackson (Joe Seneca) (Saison 4, épisode 4 :  Le Blues de l'assassin)

#### Séries d'animation
- 1979 : Rémi sans famille : Vitalis
- 1981 : Ulysse 31 : Thoas
- 1983 : Bomber X : Uranor, Général Christophe

## Radio
- 1965 : Les maîtres du mystère, épisode Le Gros Paquet : Commissaire Laverne[6]
- 1971 : Les maîtres du mystère, épisode Le Fils : André Chaput[7]